# Otradov
Otradov (en allemand : Otradau) est une commune du district de Chrudim, dans la région de Pardubice, en République tchèque. Sa population s'élevait à 281 habitants en 2022.

## Géographie
Otradov se trouve à 6,5 km au sud-est de Skuteč, à 25 km au sud-est de Chrudim, à 33 km au sud-sud-est de Pardubice et à 120 km à l'est-sud-est de Prague.
La commune est limitée par Skuteč au nord-ouest et au nord, par Proseč à l'est, et par Krouna au sud et à l'ouest.

## Histoire
La première mention écrite de la localité date de 1349.

## Transports
Par la route, Otradov se trouve à 8 km de Skuteč, à 30 km de Chrudim, à 41 km de Pardubice et à 153 km de Prague. 